# Silent Hill 2 Original Soundtracks
Silent Hill 2 Original Soundtracks drugi je studijski album japanskog glazbenika Akire Yamaoke. Album je kompilacija pjesama koje su se nalazile u videoigri Silent Hill 2 iz 2001. godine. Album je objavljen par dana nakon same igre, točnije 3. listopada 2001. godine, a objavila ga je diskografska kuća Konami Music Entertainment.
Sve pjesme na albumu napisao je i odsvirao sam Akira Yamaoka.

## Popis pjesama
Sve pjesme su instrumentalne, osim "The Reverse Will", koja ima tekst, premda pjesma se mora slušati od nazad kako bi se tekst razumio.
Tekstovi i glazba: Akira Yamaoka. 
| 1.    | »Theme of Laura«                      | 3:26 |
| 2.    | »White Noiz«                          | 1:26 |
| 3.    | »Forest«                              | 1:46 |
| 4.    | »A World Of Madness«                  | 1:49 |
| 5.    | »Ordinary Vanity«                     | 1:42 |
| 6.    | »Promise (Reprise)«                   | 1:47 |
| 7.    | »Ashes And Ghost«                     | 3:10 |
| 8.    | »Null Moon«                           | 2:52 |
| 9.    | »Heaven's Night«                      | 2:07 |
| 10.   | »Alone In The Town«                   | 2:22 |
| 11.   | »The Darkness That Lurks In Our Mind« | 1:18 |
| 12.   | »Angel's Thanatos«                    | 3:20 |
| 13.   | »The Day Of Night«                    | 1:40 |
| 14.   | »Block Mind«                          | 1:14 |
| 15.   | »Magdalene«                           | 1:55 |
| 16.   | »Fermata in Mystic Air«               | 2:19 |
| 17.   | »Prisonic Fairytale«                  | 1:57 |
| 18.   | »Love Psalm«                          | 4:29 |
| 19.   | »Silent Heaven«                       | 2:16 |
| 20.   | »Noone Love You«                      | 1:34 |
| 21.   | »The Reverse Will«                    | 3:35 |
| 22.   | »Laura Plays The Piano«               | 1:57 |
| 23.   | »Terror In The Depths Of The Fog«     | 4:34 |
| 24.   | »True«                                | 3:09 |
| 25.   | »Betrayal«                            | 2:32 |
| 26.   | »Black Fairy«                         | 1:14 |
| 27.   | »Theme Of Laura (Reprise)«            | 1:53 |
| 28.   | »Overdose Delusion«                   | 4:33 |
| 29.   | »Pianissimo Epilogue«                 | 1:39 |
| 30.   | »Promise«                             | 4:40 |
| 74:15 |                                       |      |

## Zasluge
- Akira Yamaoka – gitara, bas-gitara, bubnjevi, sintisajzer, zvučni efekti, inženjer zvuka, producent, programiranje

Dodatni izvođači
- Jacquelyn Breckenridge – vokali na "The Reverse Will"
- No-Man – sintisajzer

Ostalo osoblje
- Kazushi Kyogoku – mastering
- Takaharu Ikeda – producent
- Akihiko Nagata – izvršni producent
- Hiroshi Banno – dizajn
- Takayoshi Sato – ilustracije